# Антонова, Екатерина Тимофеевна
Екатерина Тимофеевна Антонова (25 октября 1928 год, село Градовка — 9 декабря 2020, Одесса)— заведующая молочно-товарной фермой колхоза имени Карла Либкнехта Беляевского района Одесской области. Герой Социалистического Труда (1966). Член ЦК КПУ (1966—1986).

## Биография
Родилась 25 октября 1928 года в крестьянской семье в селе Градовка. В 1938 году переехала в посёлок Черноморка около Одессы.
С 1944 по 1949 — рядовая колхозница на подсобных работах. С 1948 по 1950 год — свинарка колхоза имени ХХ-летия Октябрьской революции поселка Черноморка Приморского района Одессы.
С 1950 по 1954 год — свинарка и с 1954 по 1964 год — доярка колхоза имени Карла Либкнехта поселка Черноморка Беляевского района Одесской области.
В 1960 году вступила в КПСС.
С 1964 по 1992 год — заведующая молочно-товарной фермой, заведующая отдела заготовок кормов колхоза имени Карла Либкнехта поселка Черноморка Овидиопольского района Одесской области.
В 1966 году удостоена звания Героя Социалистического Труда «за выдающиеся успехи, достигнутые в развитии сельскохозяйственного производства и выполнении пятилетнего плана продажи государству продуктов земледелия и животноводства».
В 1992 году вышла на пенсию. Проживала в Одессе. Умерла 9 декабря 2020 года.

## Награды
- Герой Социалистического Труда — указ Президиума Верховного Совета от 23 июня 1966 года
- Орден Ленина — дважды (1966, 1982)
- Орден Трудового Красного Знамени — дважды (1958, 1971)
- Орден Октябрьской Революции